# Tarell Alvin McCraney
Tarell Alvin McCraney (Liberty City, Miami, 17 d'octubre de 1980) és un dramaturg i actor estatunidenc. Des de 2017, és president de la Yale School of Drama. També és membre de la companyia de teatre Teo Castellanos/ D Projects, i el 2008 es va convertir en dramaturg resident internacional RSC/Warwick a la Royal Shakespeare Company. L'abril de 2010, McCraney va esdevenir el 43è membre de la Steppenwolf Theatre Company. Va ser un dels guionistes de la pel·lícula Moonlight (2016), basada en la seva pròpia obra In Moonlight Black Boys Look Blue, per la qual va rebre un Oscar al millor guió adaptat. 